# Lapeirousia exilis
Lapeirousia exilis är en irisväxtart som beskrevs av Peter Goldblatt. Lapeirousia exilis ingår i släktet Lapeirousia och familjen irisväxter. Inga underarter finns listade i Catalogue of Life.